# Charlotte Scott
Pour les articles homonymes, voir Scott.
Charlotte Angas Scott (8 juin 1858, Lincoln, Angleterre - 10 novembre 1931, Cambridge, Angleterre) est une mathématicienne britannique qui fait carrière aux États-Unis. Elle a une grande influence sur le développement des mathématiques américaines, dont l'éducation en mathématiques pour les femmes. Scott joue un rôle important à Cambridge en changeant les règles de son célèbre examen, Tripos.

## Biographie

### Enfance et formation
Charlotte Scott est la seconde des sept enfants de Caleb Scott, un ministre de l'Église congrégationaliste, et d'Eliza Exely Scott. Scolarisée au Girton College de Cambridge de 1876 à 1880, elle y est Resident Lecturer en mathématiques jusqu'en 1884. En 1885, elle devient la première Britannique à recevoir un doctorat. Elle effectue ses recherches sous la direction d'Arthur Cayley à l'université de Cambridge, mais comme Cambridge n'ouvre ses diplômes aux femmes qu'en 1948, Scott reçoit à la place un BSc (1882) puis un D.Sc. (1885) de l'université de Londres.

### Les Tripos
En 1880, Scott obtient une permission spéciale pour passer le fameux examen de mathématiques de Cambridge, Tripos, car les femmes ne sont normalement pas autorisées à le passer. Elle arrive huitième de tous les étudiants passant le Tripos, mais en raison de son sexe, le titre de "8e wrangler" un grand honneur, est officiellement décerné à un étudiant.
Lors de la cérémonie, néanmoins, après que la septième wrangler a été annoncé, tous les étudiants dans le public ont crié son nom.

« The man read out the names and when he came to 'eighth', before he could say the name, all the undergraduates called out 'Scott of Girton', and cheered tremendously, shouting her name over and over again with tremendous cheers and waving of hats. »

— témoignage d'époque, "Charlotte Angas Scott (1858-1931)" in Women of Mathematics: A Biobibliographic Sourcebook.
Parce qu'elle ne pouvait pas participer à la cérémonie, Scott célèbre sa réussite au Girton College où le repas est ponctué d'applaudissements et d'acclamations, les étudiants ont chanté See the Conquering Hero Comes, elle a également été couronnée de lauriers.
Après cet incident les femmes seront autorisées à participer formellement à l'examen et voir leurs scores pris en compte, bien que séparément de ceux des hommes et non inclus dans les classements. Les femmes obtenant le score nécessaire reçoivent également un certificat spécial au lieu du Bachelor of Arts avec honneurs. En 1922, le mathématicien canadien James Harkness remarque que le succès de Scott marque « le point de basculement en Angleterre du féminisme théorique de Mill et d'autres vers des avancées politiques et éducatives dans la pratique du temps présent ».

### Travaux
Charlotte Scott part aux États-Unis en 1885, et devient une des huit professeurs associés de mathématiques fondateurs au collège Bryn Mawr, puis elle y est professeure de 1888 à 1917. Elle est la première mathématicienne au Bryn Mawr College et la première à diriger le département. Durant cette période elle dirige les thèses de doctorat de nombreuses mathématiciennes pionnières. En fait, des neuf autres femmes qui ont obtenu un doctorat en mathématiques au dix-neuvième siècle, trois ont étudié avec Scott.
Sa spécialité mathématique est l'étude de courbes algébriques spécifiques de degré supérieur à deux. Son livre An Introductory Account of Certain Modern Ideas and Methods in Plane Analytical Geometry est publié en 1894 et réimprimé trente ans plus tard. Scott est l'un des premiers auteurs de livre en langue anglaise à être parfaitement au courant de la distinction entre un principe général et un exemple particulier. Elle a joué un rôle important dans la transition vers la norme du vingtième siècle de preuves mathématiques abstraites.
En 1891, elle devient la première femme à rejoindre la New York Mathematical Society, qui deviendra plus tard l'American Mathematical Society. Elle est la première femme à siéger au Conseil de l'American Mathematical Society en 1894. Elle est également créditée d'être l'auteure du premier article de recherche mathématique écrit aux États-Unis à être largement reconnu en Europe, « A Proof of Noether's Fundamental Theorem »,. En 1906, Scott devient vice-présidente de l'American Mathematical Society.

### Femmes en mathématiques
Scott défend l'idée qu'un conservatisme personnel est nécessaire à la promotion de l'égalité des femmes en matières politique et éducative. Elle désapprouve le fait de fumer ainsi que le maquillage, bien qu'elle se soit fait couper les cheveux au carré avant de venir à Bryn Mawr (les cheveux courts étant source de controverse même dans les années 1920). Ce point de vue est également partagé par la première communauté du Girton College, parce que des femmes non-accompagnées dans Cambridge pouvaient être enfermées à Spinning House, une prison spéciale pour les prostituées et les femmes suspectées de l'être.
Elle fut une fidèle supportrice de la rigueur dans les classes de femmes, elle a écrit une lettre à la Présidente de Bryn Mawr Martha Thomas:

« I am most disturbed and disappointed at present to find you taking the position that intellectual pursuits must be "watered down" to make them suitable for women, and that a lower standard must be adopted at a woman's college than in a man's.  I do not expect any of the other members of the faculty to feel this way about it; they, like (nearly) all men that I have known, doubtless take an attitude of toleration, half amused and half kindly, on the whole question; for even where men are willing to help in women's education, it is with an inward reserve of condescension. »

— Charlotte Scott, Scott Papers.

### Fin de vie
En 1906, Scott développe une forme aigüe de polyarthrite rhumatoïde, qui conjuguée avec une surdité croissante, a interrompu son travail. Sur les conseils d'un docteur de pratiquer des activités en extérieur, Scott se met au jardinage et développe une nouvelle variété de Chrysanthemum. Elle prend sa retraite en 1924, mais reste une année supplémentaire à Bryn Mawr pour aider sa septième doctorante à achever sa thèse avant de retourner en Angleterre, où elle s'installe à Cambridge.
Elle meurt le 10 novembre 1931 et elle est enterrée au Ascension Parish Burial Ground (en) à Cambridge, dans la tombe de sa cousine Eliza Nevin.

## Publications
- (en) Charlotte A. Scott, An Introductory Account of Certain Modern Ideas and Methods in Plane Analytical Geometry, Macmillan, 1894 (lire en ligne).

## Distinctions
En 1891, Charlotte Scott devient la première femme à se joindre à la American Mathematical Society.
Elle est également membre de la London Mathematical Society et de la Deutsche Mathematiker-Vereinigung (1898), ainsi que des sociétés mathématiques d'Édimbourg et de Palerme.